# Allal Ben Abdellah (615)
Allal Ben Abdellah (615) je fregata marockého královského námořnictva. Jedná se o plavidlo nizozemské modulární konstrukce typové řady SIGMA (obdoba německé rodiny válečných lodí MEKO), postavené ve verzi Sigma 9813. Představuje vylepšenou verzi indonéské třídy Diponegoro.

## Stavba
Fregata Sultan Moulay Ismail byla objednána roku 2008, v rámci kontaktu na tři nové fregaty třídy Sigma, zadaného nizozemské loděnici Damen Schelde Naval Shipbuilding (DSNS) ve Vlissingenu. Zatímco Tarik Ben Ziyad je jediný kus objednaný ve verzi Sigma 10513, zbylé dvě fregaty představují menší typ Sigma 9813. Fregata byla postavena v letech 2009–2012 a do služby vstoupila v 8. září 2012.

## Konstrukce
Plavidlo má modulární konstrukci. Trup je zhotoven z vysokopevnostní oceli AH36. Je vybaveno bojovým řídícím systémem Thales TACTICOS, radarem řízení palby Thales LIROD Mk2 FC, 3D přehledovým radarem Thales Smart-S Mk2, elektronickým obranným systémem (ESM) Thales VIGILE 100 a dvěma optotronickými systémy Thales Target Designation Sights (TDS). K detekci ponorek slouží trupový sonar Thales KINGKLIP UMS 4132. Obranné systémy doplňuje vrhač klamných cílů TERMA SKWS a systém Thales SCORPION.
Hlavňovou výzbroj tvoří jeden 76mm kanón OTO Melara Super Rapid v dělové věži na přídi a dva 20mm kanóny. K obraně proti vzdušným cílům slouží protiletadlové řízené střely MBDA MICA s dosahem 20 km, startující z dvanácti vertikálních vypouštěcích sil. Údernou výzbroj představují čtyři protilodní střely MM.40 Exocet Block III. Plavidlo dále nese dva trojhlavňové 324mm torpédomety B515 pro lehká protiponorková torpéda Eurotorp A244S. Na zádi se nachází přistávací plocha a hangár pro uskladnění jednoho vrtulníku. Plavidlo nese dva rychlé inspekční čluny RHIB.
Pohonný systém je koncepce CODOE. Tvoří jej dva diesely SEMT-Pielstick 20PA6B STC, každý o výkonu 8100 kW, pohánějící dva pětilisté lodní šrouby. Nejvyšší rychlost dosahuje 27,5 uzlu. Dosah je 4000 námořních mil při 18 uzlech. Vytrvalost plavidla činí 20 dní.